# Chilla (chanteuse)
Chilla, nom de scène de Maréva Ranarivelo, née le 27 avril 1994 à Genolier (Suisse), est une chanteuse et rappeuse franco-malgache.

## Biographie

### Origines et enfance
Chilla naît Maréva Ranarivelo, le 27 avril 1994 à Genolier, dans le canton de Vaud. Son père, pianiste amateur malgache et éducateur spécialisé comme sa femme, meurt d'un cancer alors que Chilla est adolescente,. Elle possède, selon ses propres déclarations, les nationalités française et malgache.
Elle grandit à Gex, en France, près de Genève. Elle prend goût à la musique auprès de ses parents puis étudie le violon de 6 à 18 ans, dans des écoles privées et au conservatoire d'Annecy,.
Elle travaille avec Matou, son DJ et ami.

### Parcours artistique
A 17 ans, elle commence le rap avec des amis qui lui proposent d'enregistrer un morceau de musique avec eux.
C'est à Lyon, où elle est étudiante, que Chilla écrit ses premiers textes et qu'elle fait ses premières scènes. Elle choisit son nom de scène en référence aux types de soirée qu'elle affectionne : chill.
Chilla se fait repérer par les rappeurs Bigflo et Oli. Elle est ensuite invitée sur Planète Rap en 2016, où la rappeuse se fait remarquer par le producteur Tefa. Il la signe aussitôt, ce qui lui permet de collaborer auprès d'artistes comme Kery James et Fianso,.
La sortie de son premier album Karma en 2017 est saluée par les chroniques, mais aussi remarquée pour ses titres engagés contre le sexisme et les violences faites aux femmes.
Le 23 mai 2019, Universal annonce par le biais de son site le deuxième album de Chilla, intitulé MŪN. L'album sortira le 5 juillet de la même année, et dévoile l'intégralité du contenu de l'album,,. Pour elle, il la représente elle-même et le nom de l'album vient du fait que la lune a différentes facettes, tout comme elle.
Chilla a participé en 2019 à la 6e édition d'Abbé Road, concert caritatif de la Fondation Abbé Pierre.
Le magazine Les Inrocks évoque les « artistes modernes comme Chilla ou Vin's, emblèmes d’un rap déconstruisant sa propre imagerie virile ». Elle déclare au journal Le Monde en 2018 : « Je suis pas féministe, le vrai terme c’est humaniste. »
Elle a fait une conférence a SciencesPo.
Elle sort en juillet 2024 un EP +33, un extrait d'un album prévu pour septembre 2024. Composé de 3 titres, le titre est en rapport avec l'album suivant. Elle a tiré son inspiration en partie de ses vacances à Madagascar. Son morceau Stop reprend pour le refrain des inspirations de 50 Cent et est dirigé contre les hommes machistes.

## Discographie

### Singles
| Année | Titre                                                                                   |
| ----- | --------------------------------------------------------------------------------------- |
| 2012  | My Time (feat. Eman)                                                                    |
| 2016  | Petit Dealer (feat. Lino)                                                               |
| 2017  | Lettre au président                                                                     |
| 2017  | Mélodrame                                                                               |
| 2017  | Exil (feat. Jok'air)                                                                    |
| 2017  | M.D.B. (Métro Boulot Dodo)                                                              |
| 2018  | #Balancetonporc                                                                         |
| 2018  | 1er jour d'école                                                                        |
| 2019  | Mira                                                                                    |
| 2019  | Règlement Space #10                                                                     |
| 2019  | Dans le movie #1                                                                        |
| 2019  | Am Stram Gram                                                                           |
| 2019  | Oulala                                                                                  |
| 2019  | Pour la vie                                                                             |
| 2019  | Jungle                                                                                  |
| 2019  | Bridget                                                                                 |
| 2019  | Pas volé (feat. Toma)                                                                   |
| 2020  | Flouze (feat. Matou)                                                                    |
| 2020  | 13 (feat. Jamule)                                                                       |
| 2021  | Toi mon amour                                                                           |
| 2021  | Pas de limite                                                                           |
| 2021  | Demain (feat. Hatik)                                                                    |
| 2021  | AHOO - From the documentary Reines (feat. DAVINHOR, Vicky R, Le Juiice et Bianca Costa) |
| 2022  | Dis-moi (feat. Yaro)                                                                    |
| 2022  | Les Yeux dans les Yeux (feat. Gros Mo)                                                  |
| 2022  | Sacrifices (feat. Walk in Paris et Némir)                                               |
| 2022  | Cauchemars                                                                              |
| 2022  | Tesla                                                                                   |
| 2022  | Zouh                                                                                    |
| 2022  | Sans repères                                                                            |
| 2022  | Sonatine (feat. Sofiane Pamart)                                                         |
| 2022  | Pour toi (feat. Tayc)                                                                   |
| 2022  | Benef (feat. Graya)                                                                     |
| 2023  | JALOUX (feat. Lithium, Waxx et C.Cole)                                                  |
| 2023  | Yeah (feat. Vicky R)                                                                    |
| 2023  | Sonatine (MEGAN & Broder Remix) (feat. Sofiane Pamart et Megan & Broder)                |
| 2023  | Prouver (feat. IPNDEGO)                                                                 |
| 2023  | Karma (feat. CHERI)                                                                     |
| 2023  | Coup de foudre (feat. Fleetzy)                                                          |
| 2024  | Trop Mimi (feat. Myra)                                                                  |

### Clips vidéo
| Année | Titre                         | Réalisateur                                      | Album      |
| ----- | ----------------------------- | ------------------------------------------------ | ---------- |
| 2016  | Indigo                        | Tefa                                             | Hors album |
| 2016  | Petit dealer (ft. Lino)       | Tefa                                             | Hors album |
| 2017  | Si j'étais un homme           | Tefa                                             | Karma      |
| 2017  | Aller sans retour             | Tefa                                             | Karma      |
| 2017  | Sale chienne                  | Leïla Sy                                         | Karma      |
| 2017  | Exil (ft. Jok'Air)            | Kub&Cristo                                       | Hors album |
| 2017  | M.B.D (Métro boulot dodo)     | Kub&Cristo                                       | Hors album |
| 2018  | #Balancetonporc               | Kub&Cristo                                       | Hors album |
| 2018  | 1er jour d'école              | Aube Perrie                                      | MŪN        |
| 2019  | Mira                          | Aube Perrie                                      | MŪN        |
| 2019  | Dans le movie #1              | Christopher Hanany                               | MŪN        |
| 2019  | Oulala                        | LEBONBOURGEOIS                                   | MŪN        |
| 2019  | Jungle                        | Liswaya                                          | MŪN        |
| 2019  | Bridget                       | LEBONBOURGEOIS                                   | MŪN        |
| 2021  | Toi mon amour                 | Alexandre Moors                                  | Hors album |
| 2021  | Pas de limite                 | Céline Van Heel                                  | Hors album |
| 2021  | Demain (ft. Hatik)            | BleuNuit                                         | EGO        |
| 2022  | Cauchemars                    | Loïc Ougier                                      | EGO        |
| 2022  | Zouh                          | Hugo Gatefait & Lucas Courtin                    | EGO        |
| 2022  | Sonatine (ft. Sofiane Pamart) | Maréva, Leslie et Rose (elle-même et sa famille) | EGO        |
| 2022  | Tesla                         | Romain Abadie                                    | EGO        |